# 소피 드마레
소피 데마레(프랑스어: Sophie Desmarais, 프랑스어 발음: [demaʁɛ], 1986년 7월 24일 ~ )는 캐나다의 배우이다.
몬트리올에서 태어났다.

## 영화
- 러브 인 클라우즈 (2004) - 에로디 역
- Les Grandes Chaleurs (2009)
- 폴리테크닉 (2009)
- Curling (2010)
- 하트비트 (2010)
- Vodka canneberge (2010)
- Paparmane (2011) - 카미유 역
- 해체 (2013, Le Démantèlement)
- 뛰고 싶은 사라 (2013, Sarah préfère la course)
- 교수와 여제자3 (2014, Gurov and Anna) - 메르세데스 역
- 앙리 앙리 (2014, Henri Henri) - 엘렌 게랭 역
- Mon Boy (2018)